# Ane Lindane
Ane Miren Hernández Unda (Barakaldo, 20 d'agost de 1988), coneguda com a Ane Lindane, és una actriu, humorista i monologuista basca.

## Trajectòria
Durant anys va participar com a locutora en la ràdio lliure Irola Irratia, on fou conductora del programa sobre ciència, pensament crític i escepticisme La Zona Crítica.
Realitza monòlegs còmics tant en basc com en castellà. Dirigeix i presenta al costat de Raquel Torres en Despotorropen, el primer micròfon obert de Bilbao i, fins a 2023, l'únic del País Basc per a dones humoristes.
En 2019 va treballar en el programa Autentikoak d'ETB1, com a guionista i presentadora d'una secció. Més tard, l'any 2022, va treballar com a col·laboradora en el concurs Gaztea Cover de EITB fent petites entrevistes.
També publica vídeos còmics a Internet.

## Obres

### Publicacions
- Hasta la potxola me tenéis (Zorrotz, 2023).[1]

### Monòlegs
- Idos a la mierda con vuestros putos tatuajes[3]
- Ojetes monolingües[4]
- Despotorre[2]
- Sirenak? Ez, eskerrik asko.[5]